# 1536 în literatură
- 1535 în literatură — 1536 în literatură — 1537 în literatură

Anul 1536 în literatură a implicat o serie de evenimente semnificative. 

## Cărți noi
Nicolaus Olahus. Hungaria  terminată în anul 1536, este alcătuită din două cărți intitulate: Nicolai Olahi Hungariae Liber I. Origines Scytharum et Chorographica descriptio Regni Hungariae și Hungariae liber II. Atila sive de initiis Atilani per Panonias Imperii et rebus bello ab eodem gestis.

## Eseuri
- Erasmus din Rotterdam - "De puritate ecclesiae christianae", ("Despre puritatea Bisericii creștine")
- Salomon Ibn Verga - Shebet Jeuda
- Etienne Dolet (1509-1546) - publică comentarii despre autorii antici și limba latină
- Jean Calvin : Institutio Christianae Religionis (Învățătura religiei creștine)

## Decese
- 12 iulie: Erasmus din Rotterdam, teolog, umanist și erudit olandez (n. 1466?)